# Alfa Romeo 33
El Alfa Romeo 33 es un automóvil del segmento C producido por el fabricante italiano Alfa Romeo entre 1983 y 1995, compacto italiano de cinco puertas fabricado entre los años ochenta y parte de los noventa, es descendiente directo del Alfasud y comparte su particular implantación mecánica con este y con el Alfasud Sprint. El 33 cesó su producción en 1995 y fue reemplazado por los Alfa Romeo 145 y 146,  mucho más convencional (compartía parte de la mecánica y el chasis de origen del Fiat Tipo y los Fiat Bravo y Brava), aunque con algunas modificaciones importantes que le permitían utilizar el mismo motor boxer ubicado longitudinalmente.

## Historia
La denominación 33 supone un recuerdo de los Alfa Romeo 33/2 y 33 Stradale de 1967 (del que únicamente se fabricarion 18 unidades). La versión hatchback (2 volúmenes y medio) de cinco puertas fue lanzada en 1983 y la versión familiar (inicialmente llamada Giardinetta, después denominada SportWagon) fue introducida el año siguiente al mismo tiempo que una versión con tracción a las cuatro ruedas del hatchback. La berlina fue diseñada por Ermanno Cressoni en el Centro Stile Alfa Romeo, mientras que el familiar (Giardinetta/SportWagon) fue diseñado por Pininfarina.
El 33 continúa siendo recordado por su ágil manejo y sus potentes motores bóxer dotados de excelentes prestaciones, pero también igualmente por la escasa fiabilidad de su sistema eléctrico y su tendencia a oxidarse, inconveniente por la utilización de acero de la Unión Soviética, por un acuerdo con la URSS (en la fabricación de la SERIE I). Otro aspecto mejorable fueron sus frenos; el coche disponía frenos de tambor traseros, un retroceso evidente respecto de su predecesor el Alfasud, que montaba cuatro frenos de disco. El mantenimiento y regulación de los motores boxer (y sus carburadores dobles) requería talleres con cierta especialización puesto que en la correcta puesta a punto del motor se hace necesario el uso de un vacuómetro.
El 33 tiene un lugar único en la historia de Alfa Romeo; casi 1 millón de unidades fueron comercializadas internacionalmente y es probablemente el Alfa Romeo más común encontrado en las carreteras.

## Renovaciones
Durante sus 12 años de producción el Alfa 33 fue objeto de dos reestilizaciones. En consecuencia Alfa Romeo tendió a etiquetar al 33 como su buque insignia producido en ese momento. Durante su producción se sucedieron tres series diferenciadas:
- SERIE I (1983 - 1986): esta primera serie se produjo en la fábrica italiana de Pomigliano de Arco (Nápoles), al igual que su predecesor el Alfa Romeo Alfasud. Contaba con un salpicadero muy futurista que fue sustituido por otro más convencional pero de carácter más deportivo en la SERIE II.

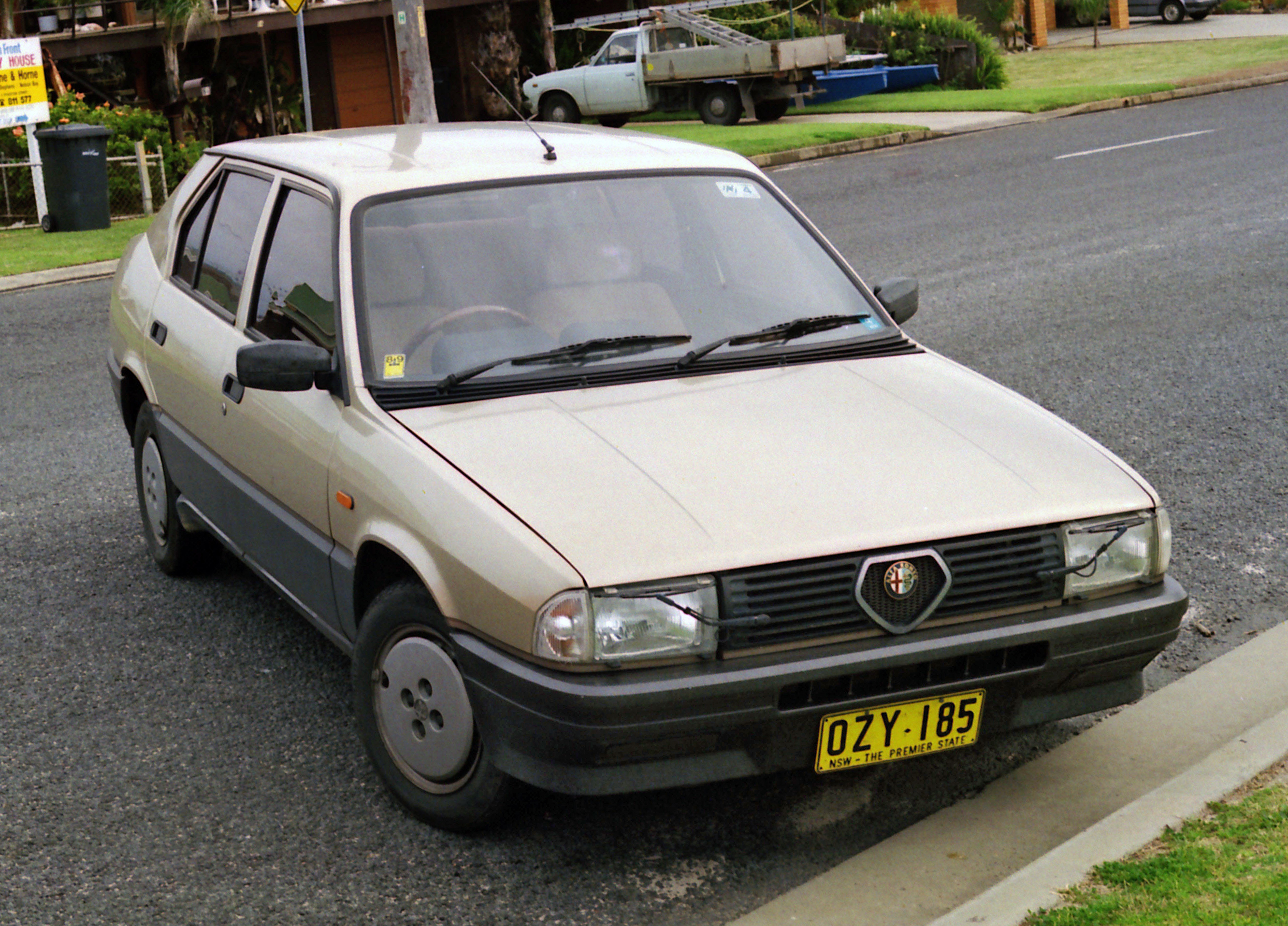
Alfa Romeo 33 SERIE I 1983.

- SERIE II (1986 - 1990): su fabricación se trasladó a la fábrica de Milán, con ello se corrigieron algunos defectos básicos de fabricación. Se introdujo el motor de 1.7 litros y una revisión interior a la vez que pequeñas reformas exteriores, las más destacables la calandra y faros traseros en color oscuros. A principios de 1989 se lanzaron algunas versiones especiales como el 33 RED el 33 BLUE y el GTE; el RED montaba el motor 1300 con dos carburadores de doble cuerpo y el interior de la versión QV.

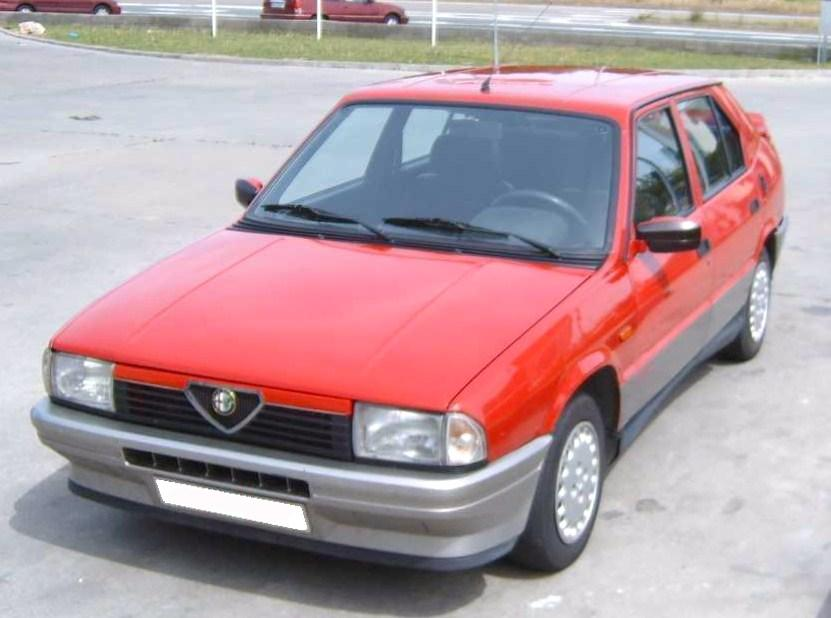
Alfa Romeo 33 RED SERIE II de 1989.
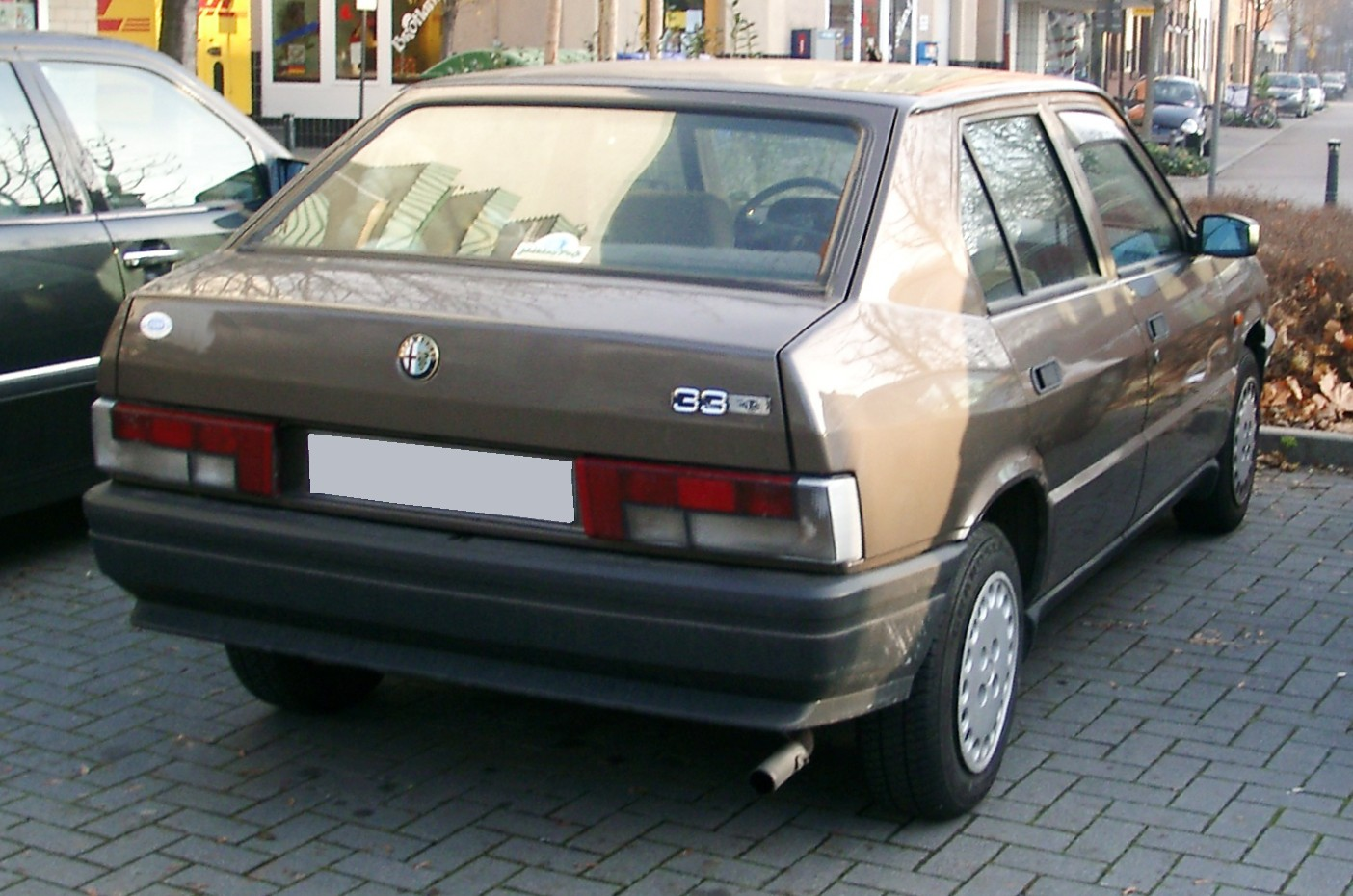
Alfa Romeo 33 SERIE II vista posterior.

- SERIE III (1990 - 1995): Volvió a fabricarse en la fábrica de Nápoles. Supuso la revisión más importante a nivel exterior junto con algunas modificaciones interiores. Hubo también una actualización del motor 1.7 hasta una versión de 137 CV y 16 válvulas. Exteriormente fue reestilizado en línea con la nueva  "apariencia familiar" iniciada con el Alfa 164. También se introdujo la nueva versión con tracción a las cuatro ruedas llamada Permanent 4, que fue renombrada a principios de 1992 como Q4. Los últimos 33s (Serie Imola) se conocieron como 'Nuova' o '164' 33s por su parecido con ese modelo. Estos modelos son particularmente preciados por los Alfistas por su rendimiento y sofisticación. Las producciones posteriores del 33s no sufrían los problemas de oxidación de sus antecesores, ya que sus capas son galvanizadas de una manera que Alfa introdujo con el 164, no padecían problemas de fiabilidad. También se sustituyeron (con mayor o menor acierto) los sistemas de carburación por inyección electrónica directa multipunto.

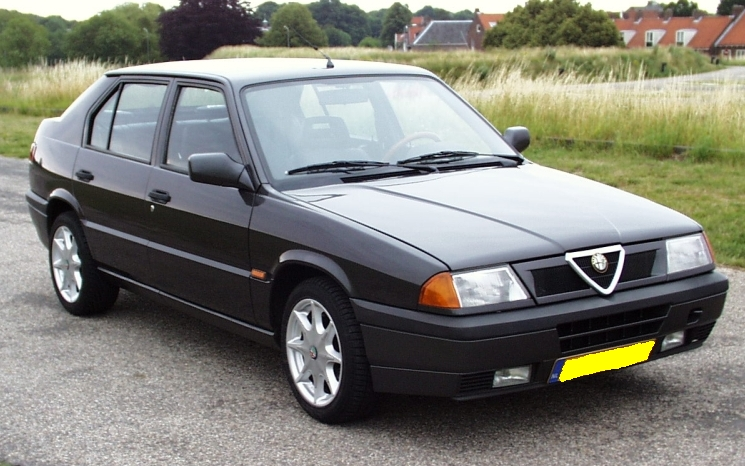
Alfa Romeo 33 SERIE III 1990.
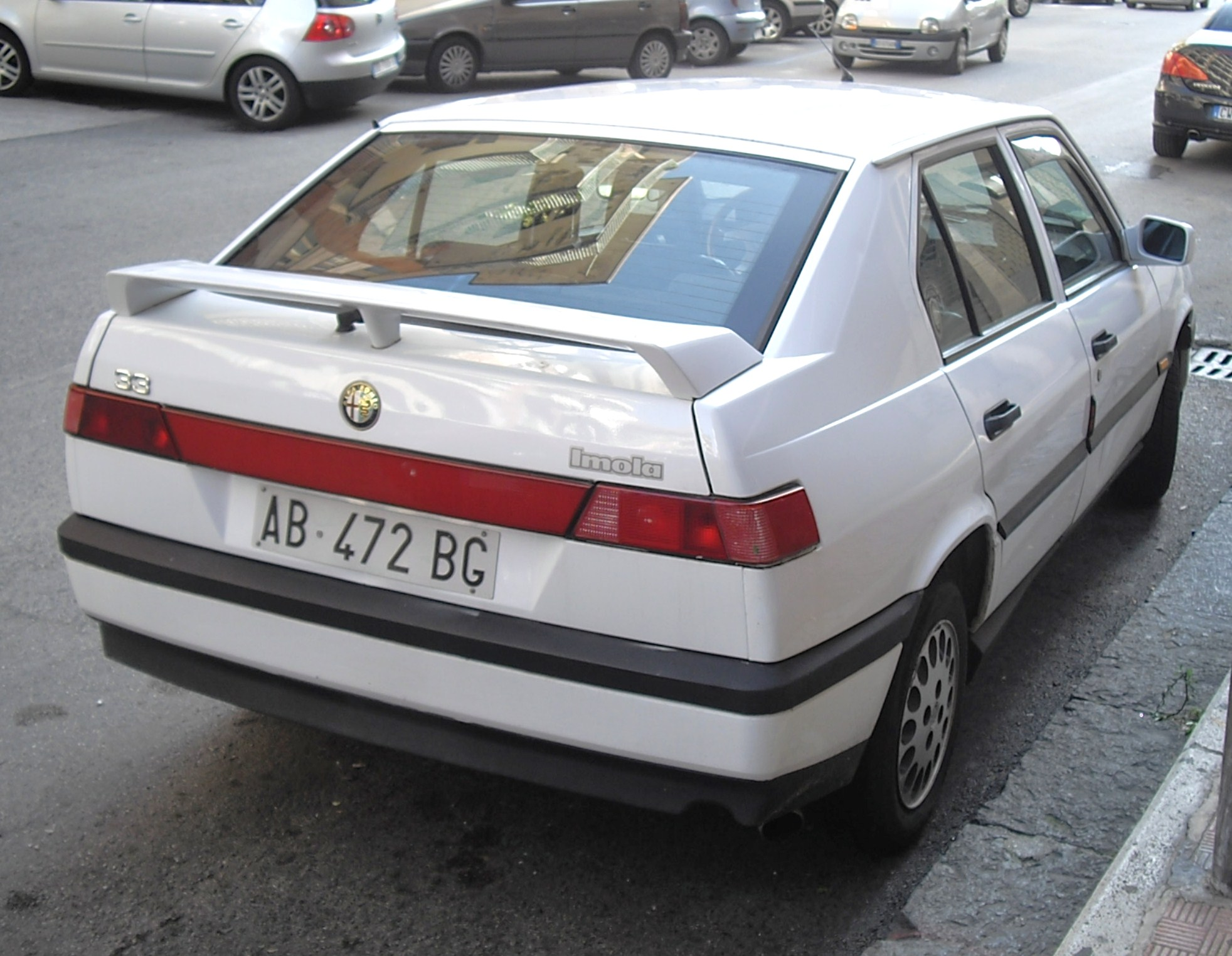
Alfa Romeo 33 SERIE III vista posterior

## Motorizaciones

### Motores de carburador simple
- 1.300 Boxer - 79 CV
- 1.500 Boxer - 95 CV

### Motores de carburador doble
- 1.300 Boxer doble weber IDF 32 o Dell Orto DRLA 32 86 CV
- 1.500 Boxer doble weber IDF 36 o Dell Orto DRLA 36 105 CV
- 1.700 Boxer doble weber IDF 40 o Dell Orto DRLA40 117 CV

### Motores de inyección de gasolina
- 1.400 Boxer, 89 CV (algunos mercados bajo el logo 1.3)
- 1.500 Boxer, 97 CV
- 1.700 Boxer, 107 CV (IE)
- 1.700 16v Boxer, 137(Sport/Qv/Q4)
- 1.800 TD 83 CV (3 Cyl) (vendido sólo en determinados mercados)